# Марія Вос
Марія Вос (нід. Maria Vos; (21 грудня 1824 , Амстердам  — 11 січня 1906 , Остербек, Гелдерланд ) — нідерландська художниця, майстриня натюрморту.

## Життєпис
Народилася в 1824 році в Амстердамі в сім'ї біржового маклера. Навчалася у приватному пансіоні для дівчаток, потім брала уроки малювання. Познайомилася з азами малюнка на обов'язкових для жінок з вищого стану уроках. . Згодом техніка малюнка переросла у серйозне захоплення: Марія Вос професійно зайнялася живописом під керівництвом художника Петруса Кірса. В 1844 році, коли їй було близько двадцяти років, її картини вперше були виставлені на публіку, а вже в 1847 році вона стала почесним членом Королівської академії мистецтв в Амстердамі.
У 1853 році Марія Вос переїхала до Остербека, де приєдналася до групи художників, відомих як «французькі барбізонці». У 1863 році до неї приєдналася її подруга, Адріана Йоханна Ханен, невістка її вчителя Петруса Кірса. Через сім років вони побудували будинок, відомий як «Вілла Града», де проживали удвох і давали уроки малювання та живопису. Згідно з нейтральним визначенням біографів, обидвох жінок пов'язували «дуже близькі стосунки». Обидві вони ніколи не виходили заміж та не мали дітей. Хаанен померла у 1895 році після 32 років спільного життя на віллі. Віс пережила її на 11 років і померла 1906 року.
Хоча Марія Вос насамперед відома своїми натюрмортами, вона також писала портрети, пейзажі та міські краєвиди (у тому числі серію акварелів із зображенням Остербека). Роботи Вос за її життя в основному виставлялися в Нідерландах та Бельгії, проте іноді вона відправляла їх і за кордон, наприклад, на Всесвітню виставку 1876 року, що проходила у Філадельфії в США.
За своє життя Марія Вос створила величезну кількість картин, більшість із яких залишаються у приватних зборах, і лише деякі — у музейних. Великі виставки робіт Марії Вос відбулися у 1973 та 2002 роках.

## Галерея

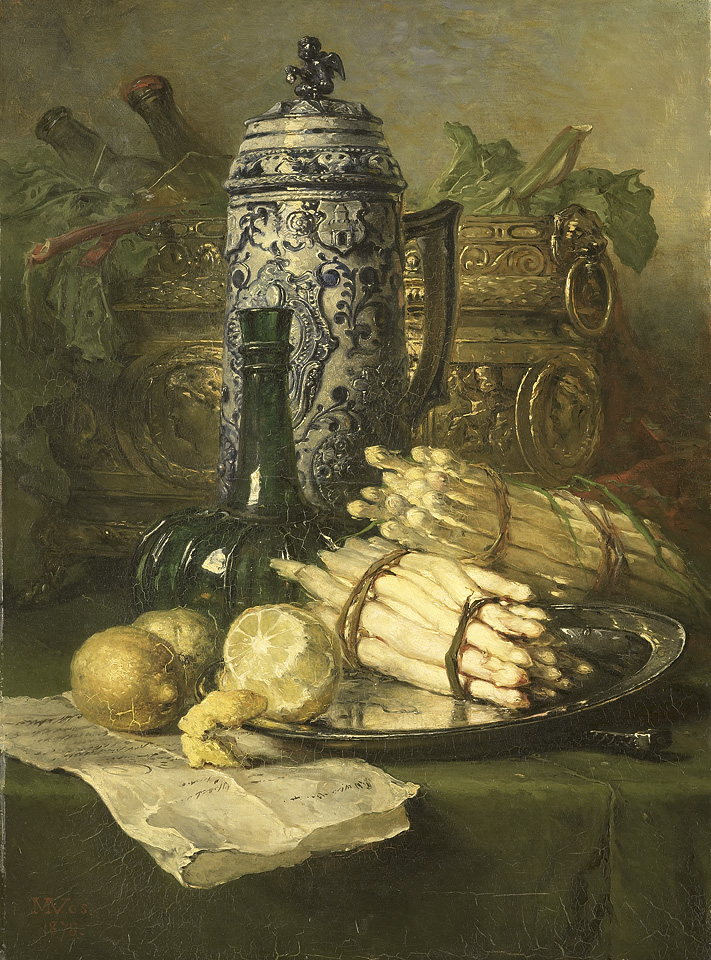
Натюрморт з керамічним пивним кухлем, лимонами та спаржею
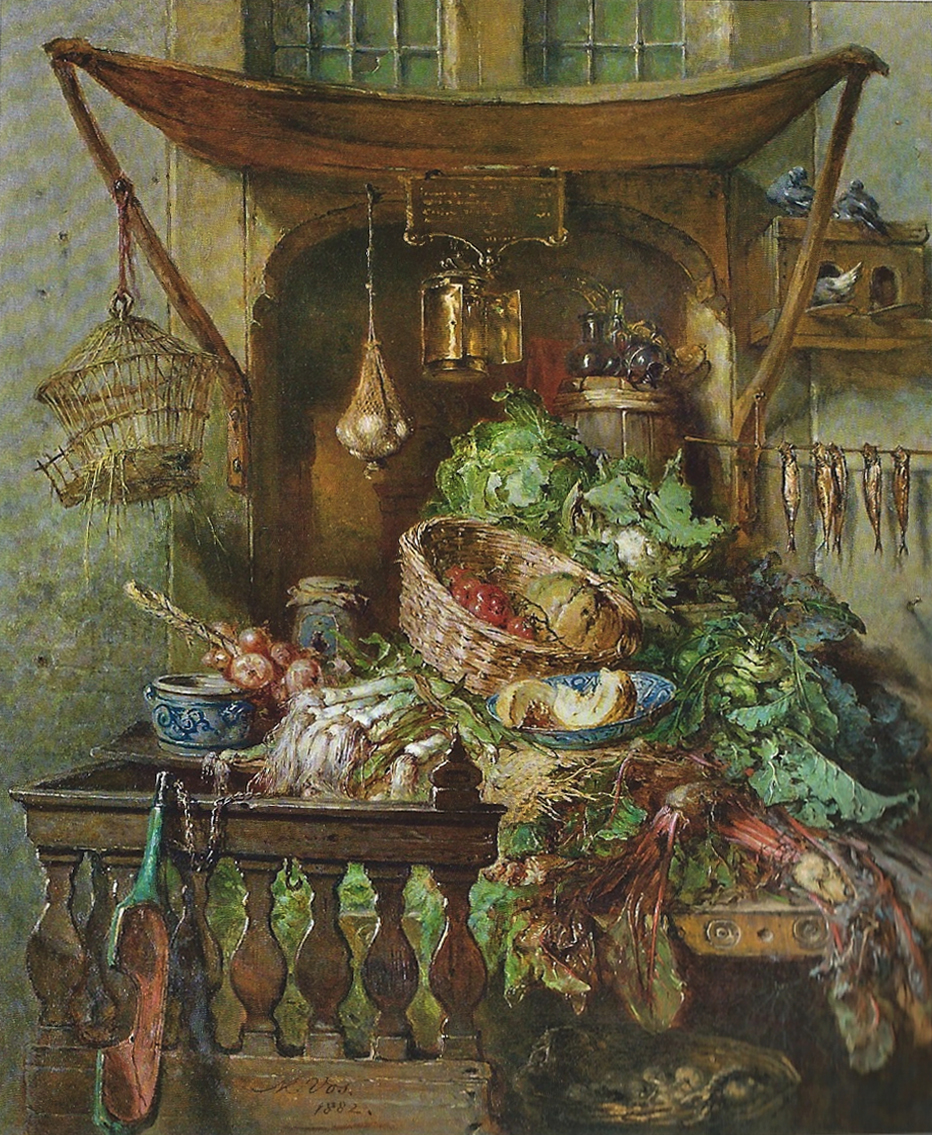
Овочевий кіоск
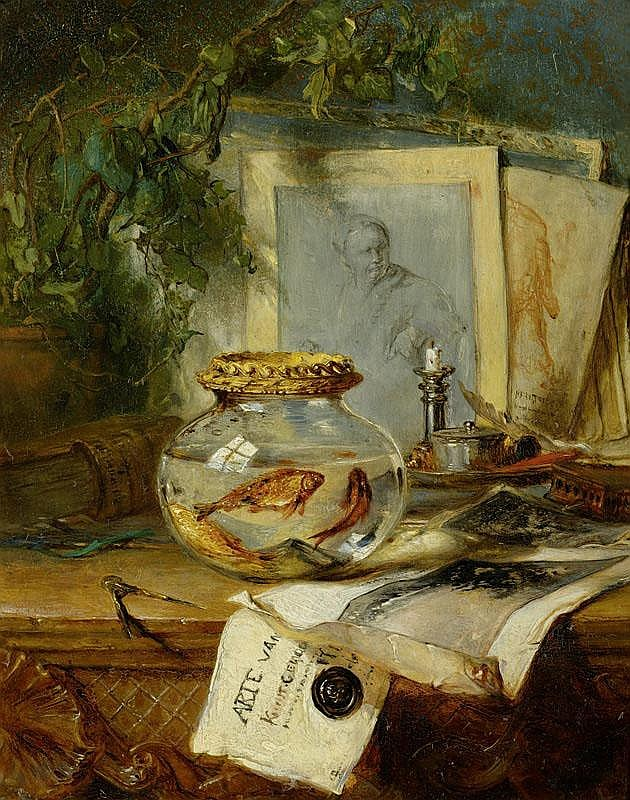
Натюрморт з акваріумом із золотими рибками
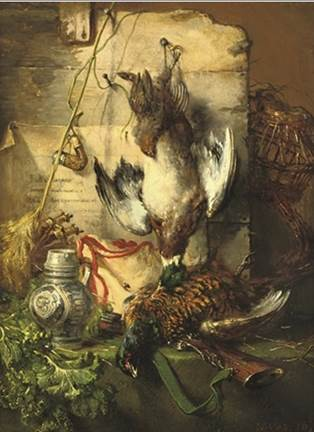
Натюрморт з цбитою дичиною